# جمال بن صدیق
جمال بن صدیق (انگلیسی: Jamal Ben Saddik؛ زادهٔ ۳ اکتبر ۱۹۹۰) یک کیک‌بوکسور سنگین‌وزن بلژیکی-مراکشی است که عضو پروموشن گلوری است.
کمبات پرس او را بین سپتامبر ۲۰۱۵ و ژوئیه ۲۰۲۱ در رتبه سوم رده‌بندی ۱۰ سنگین‌وزن برتر قرار داد.

## زندگی شخصی

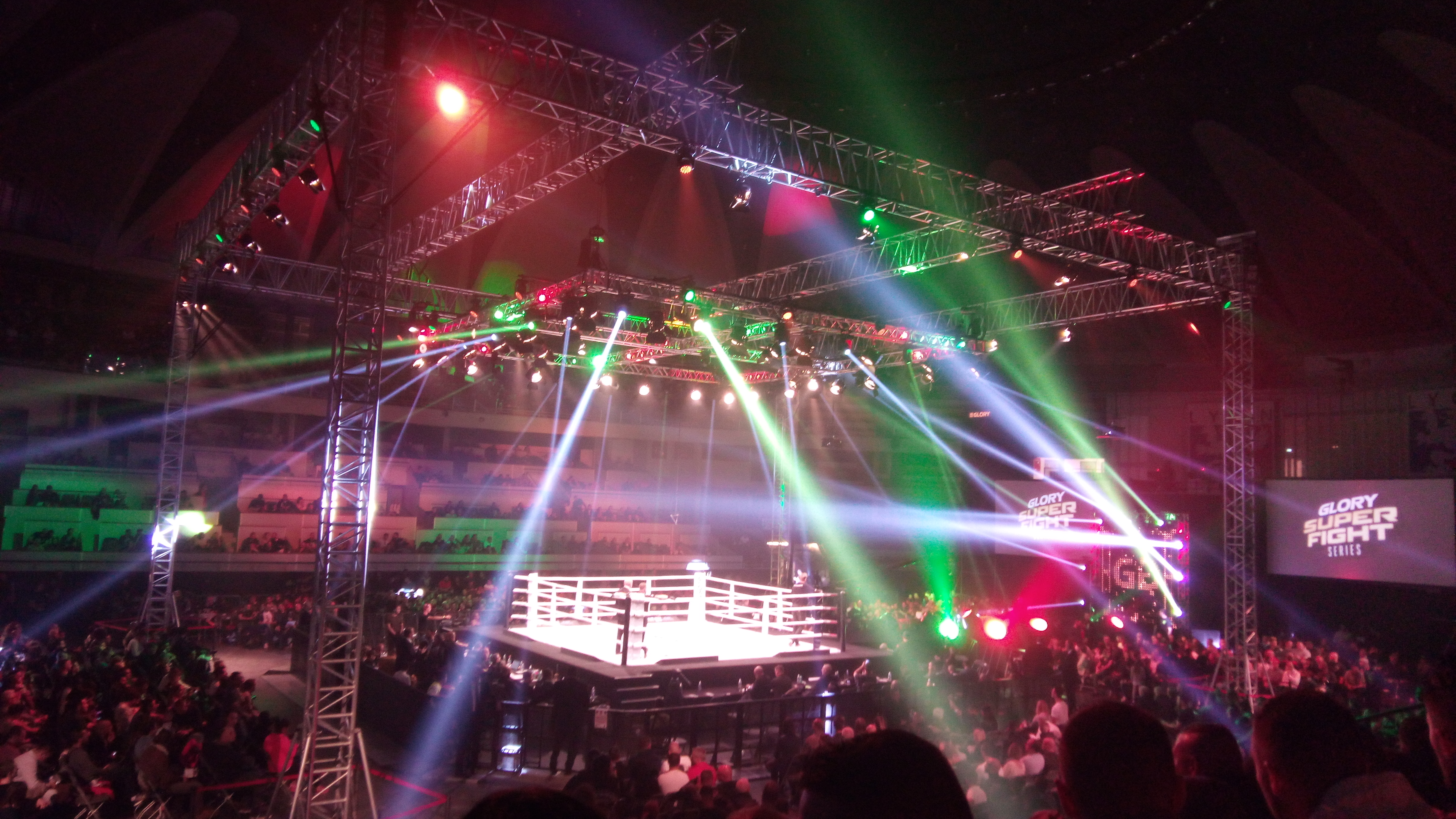
شکوه کیک بوکسینگ

بن صدیق در آنتورپ به دنیا آمد و بزرگ شد. والدینش از روستای آیت حدیفا در شمال مراکش به بلژیک مهاجرت کرده بودند. در ۹ سالگی پدرش که می‌ترسید زندگی در خیابان ها منفی باشد او را به باشگاه کیک‌بوکسینگ برد. جمال در نوجوانی پس از یک درگیری خیابانی مورد اصابت گلوله قرار گرفت. در سال ۲۰۱۲ تشخیص داده شد که او به سرطان تیروئید مبتلا است که حدود یک سال بعد درمان شد. بن صديق از آن زمان تاکنون بدون سرطان بوده است.  او تا سال ۲۰۲۱ شاگرد کور همرز بود.